# Koit Toome
Koit Toome (ur. 3 stycznia 1979 w Kehrze) – estoński piosenkarz i aktor musicalowy.
Dwukrotny reprezentant Estonii w Konkursie Piosenki Eurowizji (w 1998 (solowo) i 2017 (w duecie z Laurą).

## Życiorys

### Kariera zawodowa

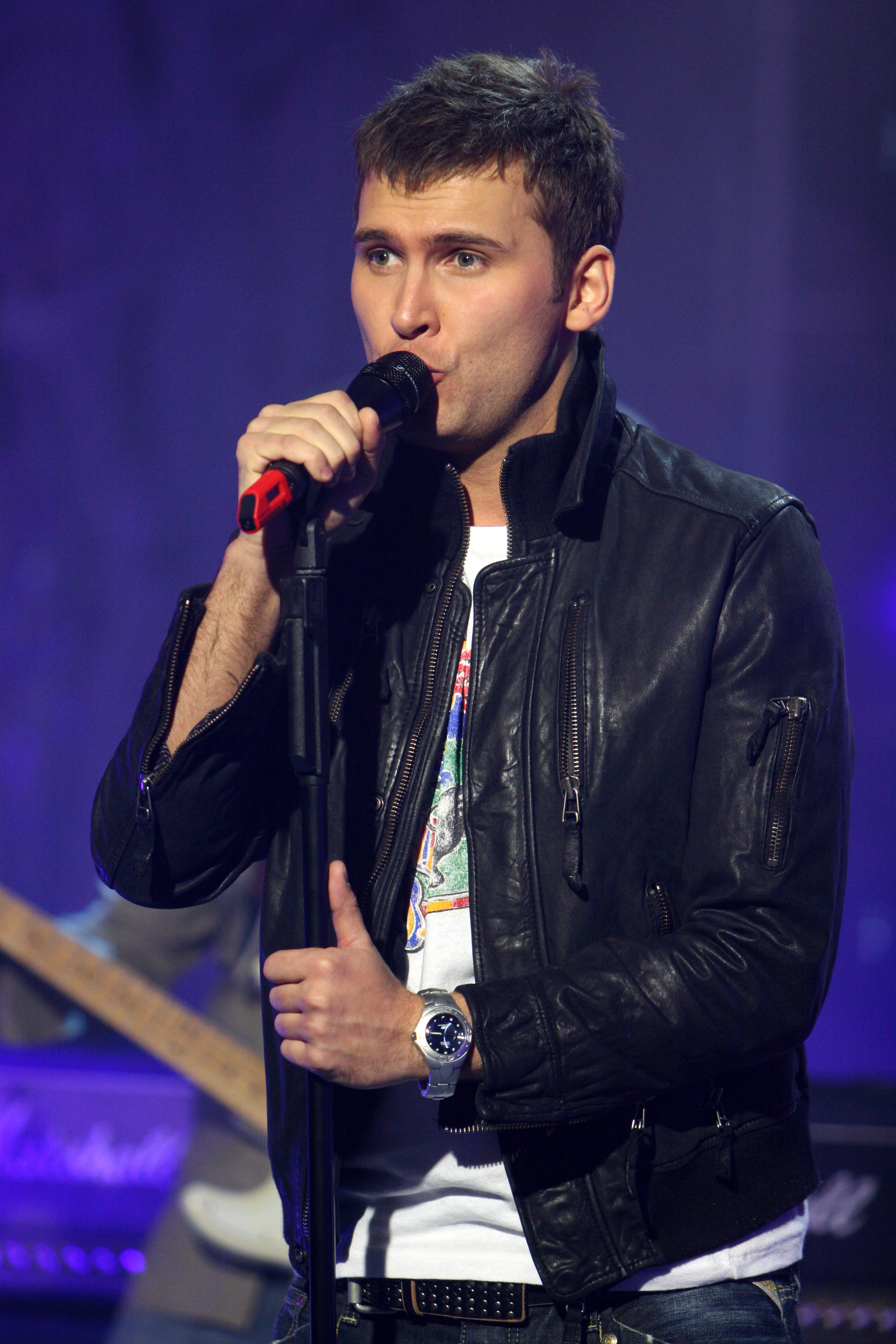
Toome (2007)

Gdy miał trzy lata, rozpoczął naukę gry na fortepianie.
W 1994 razem z Sirli Hiius założył zespół Code One, pod którego szyldem wydał dwa albumy studyjne: Code One i 2 oraz składankę przebojów pt. Best of Code One. W 1998 zakończył współpracę z Hiius i rozpoczął karierę solową.
W maju 1998, reprezentując Estonię z utworem „Mere lapsed”, zajął 12. miejsce w finale 43. Konkursu Piosenki Eurowizji w Birmingham. Po udziale w konkursie zaczął pracę nad materiałem na swój debiutancki album, zatytułowany po prostu Koit Toome, który wydał w 1999. Rok później zadebiutował na scenie teatralnej, grając Alfreda w musicalu Taniec wampirów (Vampiiride tants). Następnie zagrał kolejne role musicalowe: Mariusa w Nędznikach, Chrisa w Miss Saigon i Tony’ego w West Side Story, a także wystąpił w musicalach: Chess, Rent, Hair, Jesus Christ Superstar i Pocałunek kobiety pająka. W 2006 użyczył głosu postaci Zygzaka McQueen w estońskiej wersji językowej filmu Auta.
W 2007 wydał album pt. Allikas i w parze z Kertu Tänav zwyciężył w finale drugiej edycji programu rozrywkowego Tantsud tähtedega. W 2009 wydał dwa albumy studyjne: Sügav kummardus őpetajale i Kaugele siit. W 2011 ponownie użyczył głosu postaci Zygzaka McQueen, tym razem w estońskiej wersji językowej filmu Auta 2. W 2014 nagrał swoją wersję utworu „Rise Like a Phoenix” Conchity Wurst i zagrał rolę Raoula w musicalu Upiór w operze wystawianym w teatrze Vanemuine.
W lutym 2017 w duecie z Laurą Põldvere zwyciężył z utworem „Verona” w finale programu Eesti Laul 2017, a trzy miesiące później, reprezentując Estonię, zajął 14. miejsce w półfinale 62. Konkursie Piosenki Eurowizji w Kijowie.

### Życie prywatne
Był związany z wokalistką Maarją-Liis Ilus. Ze związku z Kaią Triisą ma córkę, Rebekkę (ur. 2009).

## Dyskografia

### Albumy studyjne

#### Wydane z Code One
- Code One (1995)
- 2 (1996)

#### Wydane solowo
- Koit Toome (1999)
- Allikas (2007)
- Sügav kummardus őpetajale (2009)
- Kaugele siit (2010)

### Albumy kompilacyjne

#### Wydane z Code One
- Best of Code One (1998, 2005)